# 서울특별시강서양천교육지원청
서울특별시강서양천교육지원청(서울特別市江西陽川敎育支援廳, Seoul Gangseo Yangcheon District Office of Education)은 서울특별시 양천구, 강서구를 관할하는 서울특별시교육청 산하의 교육지원청이다.
교육장은 장학관으로 보한다.

## 산하기관

### 양천구
초등학교
| - 서울갈산초등학교 - 서울강서초등학교 - 서울강신초등학교 - 서울강월초등학교 - 서울경인초등학교 - 서울계남초등학교 - 서울남명초등학교 - 서울목동초등학교 | - 서울목운초등학교 - 서울목원초등학교 - 서울서정초등학교 - 서울신강초등학교 - 서울신기초등학교 - 서울신남초등학교 - 서울신목초등학교 - 서울신서초등학교 | - 서울신원초등학교 - 서울신은초등학교 - 서울양강초등학교 - 서울양동초등학교 - 서울양명초등학교 - 서울양목초등학교 - 서울양원초등학교 - 서울양화초등학교 | - 서울영도초등학교 - 서울월촌초등학교 - 서울은정초등학교 - 서울장수초등학교 - 서울정목초등학교 - 서울지향초등학교 |

중학교
| - 강신중학교 - 금옥중학교 - 목동중학교 - 목운중학교 - 목일중학교 | - 봉영여자중학교 - 신남중학교 - 신목중학교 - 신서중학교 - 신원중학교 | - 신월중학교 - 신화중학교 - 양강중학교 - 양동중학교 - 양서중학교 | - 양정중학교 - 양천중학교 - 영도중학교 - 월촌중학교 |

### 강서구
초등학교
| - 서울가곡초등학교 - 서울가양초등학교 - 서울개화초등학교 - 서울공진초등학교 - 서울공항초등학교 - 서울내발산초등학교 - 서울등마초등학교 - 서울등명초등학교 - 서울등서초등학교 | - 서울등양초등학교 - 서울등원초등학교 - 서울등촌초등학교 - 서울등현초등학교 - 서울발산초등학교 - 서울방화초등학교 - 서울백석초등학교 - 서울삼정초등학교 - 서울송정초등학교 | - 서울송화초등학교 - 서울수명초등학교 - 서울신곡초등학교 - 서울신월초등학교 - 서울신정초등학교 - 서울양천초등학교 - 서울염경초등학교 - 서울염동초등학교 - 서울염창초등학교 | - 서울우장초등학교 - 서울월정초등학교 - 서울정곡초등학교 - 서울치현초등학교 - 서울탑산초등학교 - 서울화곡초등학교 - 서울화일초등학교 - 유석초등학교 |

중학교
| - 경서중학교 - 공항중학교 - 덕원중학교 - 등명중학교 - 등원중학교 | - 등촌중학교 - 마곡하늬중학교 - 마포중학교 - 명덕여자중학교 - 방원중학교 | - 방화중학교 - 백석중학교 - 삼정중학교 - 성재중학교 - 송정중학교 | - 수명중학교 - 신정여자중학교 - 염경중학교 - 염창중학교 - 화곡중학교 - 화원중학교 |

## 같이 보기
- 대한민국 교육부